# Parafia św. Piotra i Pawła w Lekowie
Parafia pw. św. Piotra i Pawła w Lekowie – parafia należąca do dekanatu Świdwin, diecezji koszalińsko-kołobrzeskiej, metropolii szczecińsko-kamieńskiej. Została utworzona w 1975 roku.

## Miejsca święte

### Kościół parafialny
Kościół pw. św. Piotra i Pawła w Lekowie
Kościół parafialny został zbudowany w XVIII wieku, poświęcony 1947.

### Kościoły filialne i kaplice
- Kościół pw. Matki Bożej Bolesnej w Jastrzębnikach
- Kościół pw. św. Józefa w Klępczewie
- Kościół pw. Najświętszego Serca Pana Jezusa w Krosinie
- Kościół pw. św. Michała w Słowieńsku